# Myersina
Myersina is een geslacht van straalvinnige vissen uit de familie van grondels (Gobiidae).

## Soorten
- Myersina adonis Shibukawa & Satapoomin, 2006
- Myersina crocata (Wongratana, 1975)
- Myersina filifer (Valenciennes, 1837)
- Myersina lachneri Hoese & Lubbock, 1982
- Myersina macrostoma Herre, 1934
- Myersina nigrivirgata Akihito & Meguro, 1983
- Myersina papuanus (Peters, 1877)
- Myersina pretoriusi (Smith, 1958)
- Myersina yangii (Chen, 1960)